# Sphecozone varia
Sphecozone varia är en spindelart som beskrevs av Alfred Frank Millidge 1991. Sphecozone varia ingår i släktet Sphecozone och familjen täckvävarspindlar.
Artens utbredningsområde är Peru. Inga underarter finns listade i Catalogue of Life.